# De toute beauté
Pour les articles homonymes, voir Beautiful.
 (décembre 2021).
De toute beauté (en anglais Beautiful) est un film américain de Sally Field sorti en 2000. 

## Synopsis
Une jeune femme cache le fait qu'elle est mère afin de participer à un concours de beauté.

## Distribution
- Minnie Driver (V.F. : Barbara Kelsch V.Q. : Anne Dorval) : Mona Hibbard, alias Miss Illinois
- Joey Lauren Adams (V.Q. : Natalie Hamel-Roy) : Ruby Stilwell
- Hallie Kate Eisenberg (V.Q. : Sandrine Chauveau-Sauvé) : Vanessa
- Kathleen Turner (V.Q. : Anne Caron) : Verna Chickle
- Leslie Stefanson (V.Q. : Anne Bédard) : Joyce Parkins
- Bridgette Wilson (V.Q. : Camille Cyr-Desmarais) : Miss Texas alias Lorna Larkin
- Kathleen Robertson (V.Q. : Christine Bellier) : Miss Tennessee alias Wanda Love
- Michael McKean (V.Q. : Jacques Lavallée) : Lance DeSalvo
- Gary Collins : animateur du concours Miss America
- Colleen Rennison : Mona Hibbard, jeune
- Linda Hart (V.F. : Dany Laurent) & (V.Q. : Madeleine Arsenault) : Nedra Hibbard
- Chuti Tiu : Miss Hawaii
- Ali Landry (V.Q. : Sophie Léger) : Belindy Lindbrook
- Jessica Collins : Miss Lawrenceville
- Julie Condra : Miss Iowa
- Herta Ware : Clara
- Landry Allbright : Summer

Source et légende : Version québécoise (V.Q.) sur Doublage Québec.